# Професионални дейности и научни изследвания
Професионални дейности и научни изследвания е един от 20-те основни отрасли на икономиката в Статистическата класификация на икономическите дейности за Европейската общност.
Секторът обхваща дейности с високи изисквания към квалификацията на персонала - научни изследвания и услуги в специализирани области, като право, счетоводство, мениджмънт, архитектура, реклама, маркетинг, ветеринарна медицина.
В България към 2017 година в сектора са заети около 110 000 души, а произведената продукция е на стойност 6,41 милиарда лева.